# General Dynamics Electric Boat Division
General Dynamics Electric Boat Division (GD/EB) – amerykańska stocznia Marynarki Wojennej w Groton w stanie Connecticut, stanowiąca samodzielną część koncernu General Dynamics. Główny amerykański konstruktor i producent okrętów podwodnych o napędzie jądrowym. Obok Northrop Grumman Shipbuilding (NGNN), jest jedną z dwóch amerykańskich stoczni dysponujących odpowiednim czynnym zapleczem, technologiami i certyfikatem na produkcję i wyposażanie okrętów o napędzie jądrowym.
Stocznia Electric Boat jest stocznią wyspecjalizowana w produkcji okrętów podwodnych. Powstało w niej większość wyprodukowanych w USA okrętów tego typu. Pierwsze okręty podwodne były budowane przez należącą do Johna Hollanda Holland Torpedo Boat Company. W roku 1899, John Holland został jednak zmuszony do poszukiwania środków finansowych na pokrycie kosztów testowania i ulepszania Holland VI, w związku z czym Holland Torpedo Boat Company stało się spółką zależną utworzonej w tym celu przez Isaaca Rice’a Electric Boat Company.
W 1952 roku, Electric Boat Company została przekształcona w spółkę zależną General Dynamics.